# Inmigración nigeriana en China
La inmigración nigeriana en China es el proceso migratorio de personas provenientes de Nigeria hacia la República Popular China.

## Población
Según el senador nigeriano David Mark en una visita a China en mayo de 2014, había aproximadamente 10 000 Nigerianos que vivían en el país. Los nigerianos viven sobre todo en Guangzhou, provincia de Guangdong. En 2015, el embajador chino en Nigeria, Gu Xiaojie, declaró que los nigerianos eran la población africana más numerosa de China.

## Historia
Hubo nigerianos implicados en los disturbios entre africanos y la policía de Guangzhou en 2009 y 2012. En 2009, dos nigerianos huyeron de una redada policial contra inmigrantes ilegales saltando por una ventana. Resultaron heridos, pero hubo rumores de que habían fallecido a causa de un grave altercado. En 2012, falleció un nigeriano que estaba en custodia policial después de una disputa con un taxista. Esto causó otro altercado de la comunidad africana de Guanzhou.

## Reputación
Según Sola Onadipe, embajador nigeriano de Pekín entre 2014 y 2016, los nigerianos que vivían en Guangzhou eran «notables por cometer delincuencia con drogas, comportamiento provocativo en público e inmigración ilegal». Durante una entrevista en febrero de 2014 en Vanguard, un diario nigeriano, el embajador lamentaba que mientras había muchos emigrantes en Guangzhou de países africanos vecinos como Costa de Marfil y Ghana y del África francófona, a los que la policía no molestaba, sino que sólo se concentraba en la comunidad nigeriana. En julio de 2013, muchos nigerianos fueron aprendidos en un raid hecho por la policía en el hotel Linhua con suposiciones de que hacían tráfico de drogas. La Agencia de Seguridad Pública de Guangzhou arrestó a 168 sospechosos, sobre todo nigerianos y malienses y les encontraron heroína, metanfetaminas y una gran suma de dinero.